# Ситро
Ситро́ (від фр. citron — цитрина) — радянський газований підсолоджений безалкогольний напій, також відоме під назвою лимонад.
Існує версія, що ситро із Франції завезли російські офіцери після закінчення французько-російської війни 1812 року. Напій готували із трьох цитрусів: мандарина, помаранчі та цитрини з додаванням ваніліну. Спочатку його продавали на розлив, додаючи газовану воду, існував варіант з подвійним сиропом. Згодом напій стали розливати в пляшки. Торгували ним скрізь, через що назва «ситро» стала узагальненням.
В радянські часи ситром називали всі солодкі газовані напої. Позаяк цитруси були дефіцитом, замість настоїв фруктів стали використовувати есенцію, лимонну кислоту та палений цукор для кольору. Згодом у ситра з'явилося багато потужних конкурентів з різними смаковими якостями. Ситро втратило узагальнену назву для солодкої газованої води у побуті. В Україні «Ситро» зареєстроване як тварний знак для безалкогольних напоїв компанією «Оболонь».